# Ulla Johannsen
Ulla Johannsen, también acreditada como Milla Johansson, es una actriz conocida por sus apariciones en papeles secundarios en varias películas de cine italiano durante la década de 1970, como Jaque mate siciliano (1972), Piedone lo sbirro (1973), Amici miei (1975), y Liebes Lager (1976).
Mientras rodaba una escena al aire libre para la película Casotto (1978) en la orilla de un arroyo cerca de Viterbo, en la que varias actrices (incluida Johannsen) estaban completamente desnudas, una multitud de espectadores se reunió provocando un embotellamiento, tanto que poco después tuvo que intervenir la policía, lo cual condujo a las actrices a la comisaría, solo para ser liberadas poco después.

## Filmografía
- Il vichingo venuto dal sud (1971) como Ulla, invitada a la fiesta de sexo (no acreditada).
- Jaque mate siciliano (1972) como Mujer rubia (no acreditada).
- Sei iellato amico, hai incontrato Sacramento (1972) como Chica de taberna (acreditada como Milla Johansson).
- Rivelazioni di un maniaco sessuale(1972) como Primera víctima (no acreditada).
- Amiche: andiamo alla festa (1972) (acreditada como Milla Johansson).
- Piedone lo sbirro (1973) como Mujer rubia en el bar (no acreditada).
- Un fiocco nero per Deborah (1974) como Invitada rubia a la fiesta (no acreditada).
- Delitto d'autore (1974) como Chica en la orgía (no acreditada).
- A mezzanotte va la ronda del piacere (1975) como Invitada a la fiesta (no acreditada).
- Amici miei (1975) como Amante de Titti (no acreditada).
- Quelle strane occasioni (1976, segmento: «Italian Superman», no acreditada).
- Liebes Lager (1976) (acreditada como Milla Johansson).
- Emanuelle in America (1977) como Chica del zodiaco #4 (no acreditada).
- Il cinico, l'infame, il violento (1977) como Esposa de Di Maggio (no acreditada).
- Maschio latino cercasi (1977) como Prostituta (segmento: «Accadde a Napoli») (no acreditada).
- Kakkientruppen (1977) como Mila (no acreditada).
- Emanuelle - Perché violenza alle donne? (1977) como Chica penetrada por banana (no acreditada).
- Casotto (1977) como Mujer rubia desnuda (no acreditada).
- Aquel maldito tren blindado (1978) como Mujer desnuda con ametralladora (no acreditada).
- L'umanoide  (1979) como Chica drenada de sangre (no acreditada).
- Il mondo porno di due sorelle (1979) como Mujer en el burdel (no acreditada).
- Play Motel (1979) como Cliente en Play Motel (no acreditada).